# اسپین لانچ
اسپین لانچ (انگلیسی: SpinLaunch) شرکت هوافضای آمریکایی است، که در سال ۲۰۱۴ تأسیس شد.